# Ulla Holmquist
Ulla Sarela Holmquist Pachas (31 de enero de 1969) es una arqueóloga peruana. Fue Ministra de Cultura del Perú entre marzo y julio de 2019 durante el gobierno de Martín Vizcarra.

## Biografía
Se graduó como arqueóloga en 1992 en la Pontificia Universidad Católica del Perú. Realizó un Master of Arts en Museología en la Universidad de Nueva York.
De 1991 a 1998 fue investigadora principal del proyecto arqueológico San José de Moro.
De 2001 a 2002 fue subdirectora del Museo Nacional de Arqueología, Antropología e Historia del Perú.
Fue Curadora de arte precolombino del Museo de Arte de Lima (2002-2003).
De 2008 a 2015 fue Curadora - Directora de Asuntos Culturales, Académicos y Educativos del Museo Larco.
De 2015 a 2018 fue directora del Museo del Banco Central de Reserva del Perú (MUCEN).
Ha sido miembro de la Comisión Sectorial del Sistema Nacional de Museos y del Consejo Consultivo del Bicentenario.
Dirigió el Museo Larco desde 2018 hasta el 11 de marzo de 2019, fecha en que fue designada como Ministra de Cultura del gabinete liderado por Salvador del Solar. Renunció a dicho despacho luego de tan solo tres meses (una parte de este periodo solicitó licencia por motivos de salud).

## Controversias
El 23 de junio de 2019, el Colegio Profesional de Arqueólogos del Perú emitió un comunicado exigiendo la destitución de la ministra Holmquist y de sus asesores. Entre las principales críticas a su gestión, señalaron que se estaba desmantelando al Museo Nacional de Arqueología, Antropología e Historia del Perú, ubicado en Pueblo Libre, con el objetivo de trasladar las principales colecciones al Museo Nacional de Arqueología del Perú (MUNA) de Lurín. También se refirieron que se habían paralizado las emisiones del Reglamento de Intervenciones Arqueológicas, añadiendo artículos para favorecer sus intereses propios o de grupos privados. Días antes, el Poder Ejecutivo había aprobado por segunda vez brindarle una licencia de diez días a la ministra Holmquist por motivos de salud. Su puesto había sido encargado a la Ministra de Educación, Flor Pablo. Holmquist retornó a sus labores el 5 de julio, sin embargo, a los cuatro días se confirmó su salida y se anunció la designación de Luis Jaime Castillo como nuevo titular del Ministerio de Cultura.

## Publicaciones
- Holmquist, Ulla (1992). El personaje mítico femenino de la iconografía mochica. Lima: Pontificia Universidad Católica del Perú. p. 220.

- Holmquist, Ulla; Castillo, Luis Jaime (2000). «Mujeres y poder en la sociedad Mochica tardía».  En Henríquez Ayin, Narda, ed. El hechizo de las imágenes. Estatus social, género y etnicidad en la historia peruana (Lima: Fondo Editorial de la Pontificia Universidad Católica del Perú). ISBN 978-9974-2-3603-5.

- Holmquist, Ulla; Bellina de los Heros, Javier (2010). Historia del Perú II. El Perú Antiguo II (200 a. C. - 500 d. C). Lima: Empresa Editora El Comercio S.A. p. 78. ISBN 978-612-4069-87-1.